# Большая кольцевая линия
Больша́я кольцева́я линия (сокращённо — БКЛ) — одиннадцатая по официальной нумерации (двенадцатая по хронологии), самая длинная линия Московского метрополитена (с 26 декабря 2009 года по 1 марта 2023 статус принадлежал Арбатско-Покровской линии) и самая длинная в мире из кольцевых. На линии осуществляется круговое движение (до закрытия станций «Деловой центр» и «Шелепиха» для интеграции с Рублёво-Архангельской линией также было вилочное). На схемах обозначается бирюзовым цветом и номером . До открытия электродепо Столбово — единственная в Московском метрополитене и городах стран бывшего Соцлагеря, которую обслуживают три тяговых электродепо.

## Описание
Является крупнейшим в мире реализованным проектом в метростроительной отрасли, после открытия стала самой длинной кольцевой линией метро в мире, опередив по этому показателю линию № 10 Пекинского метрополитена — длина Большой кольцевой линии составляет 57,5 километров, при этом в большинстве СМИ указана длина от 70 до 72 км с учётом ответвления до станции «Деловой центр», парковых (подъездных к ангарам) путей в электродепо и служебных соединительных ветвей, по которым пассажирское движение не осуществляется. Открытие последних 9 станций, расположенных на северном и юго-восточном участках линии, состоялось 1 марта 2023 года.
В состав линии входит 29 станций (наибольшее число среди всех линий метрополитена), в числе которых станции упразднённой Каховской линии. В составе линии по 21 июня 2024 года эксплуатировался также участок длиной 4,8 километра со станциями «Деловой центр» и «Шелепиха», которые после постройки участка «Шелепиха» — «Бульвар Карбышева» перейдут в состав Рублёво-Архангельской линии, в связи с чем осуществлялось вилочное ответвление от «Хорошёвской» до «Делового центра», которое в перспективе преобразуется в перегон «Шелепиха» — «Деловой центр» строящейся Рублёво-Архангельской линии и служебную соединительную ветвь «Хорошёвская» — «Шелепиха». Ликвидация вилочного движения позволила сократить интервалы движения поездов.
Участки тоннелей «Аминьевская» — «Мнёвники» и «Текстильщики» — «Каширская» сделаны двухпутными (их проходка осуществлялась проходческими щитами диаметром 10 метров), на остальных участках — однопутными (проходились щитами диаметром 6 метров). В строительстве принимала участие петербургская компания «Метрострой», 31 августа 2021 года, по предположениям СМИ и журналистов, обанкроченная правительством города; им, совместно с группой ВТБ, создано новое предприятие «Метрострой Северной Столицы».
На линии имеется 252 эскалатора, самый большой на «Марьиной Роще» — 130 метров.

## Название
При проектировании линия именовалась «Третьим пересадочным контуром». Это было связано с тем, что первым пересадочным контуром Московского метрополитена условно считаются все станции с пересадками внутри Кольцевой линии, а вторым — сама Кольцевая линия. Выбор эксплуатационного (официального) названия линии был осуществлён по итогам голосования, проведённого на портале «Активный гражданин», в котором победил и был поддержан мэром Москвы Сергеем Собяниным вариант «Большая кольцевая линия».

## Номер
На схемах метро Большая кольцевая линия обозначается бирюзовым цветом (в проекте также — чёрным) и числами:  для основной трассы и  — для ответвления от «Хорошёвской» до «Делового центра» (до 2024 года). Ранее номер  (а в 2018—2019 годах — номер ) на схеме имела Каховская линия, которая стала частью Большой кольцевой и является её старейшим участком.
Участок Большой кольцевой линии от станции «Шелепиха» до станции «Савёловская» с 2018 по 2020 год был обозначен также жёлтым цветом и номером , поскольку использовался в совместном маршрутном движении с Солнцевской линией.
Участок Большой кольцевой линии от станции «Нижегородская» до станции «Электрозаводская» обозначался на схемах розовым цветом и номером , так как в 2020—2023 годах временно эксплуатировался в составе Некрасовской линии. С момента перехода участка в состав этой линии он, как и вся линия, эксплуатируется под номером .

## История
Ещё в 1947 году существовали планы строительства полукольцевой линии метрополитена на юге и востоке города с перспективой замыкания в кольцо. Линия должна была пройти на расстоянии двух-трёх станций от уже строившейся тогда Кольцевой линии.

Медальон на путевой стене «Курской»

На станции метро «Курская» расположена памятная доска с надписью «Курская большого кольца 1945—1949». Дело в том, что в то время проектировалось и малое кольцо, которое должно было пройти под Бульварным кольцом, причём движение должно было осуществляться частично по нынешней Калужско-Рижской и Серпуховско-Тимирязевской линиям, ответвляясь к собственным станциям, известным как «Полянка» и «Трубная». Однако уже в начале 1950-х годов от проекта «Малого кольца» отказались.
Первый участок будущей Большой кольцевой линии «Каширская» — «Каховская» был открыт 11 августа 1969 года в составе Горьковско-Замоскворецкой линии. Впоследствии из-за чрезмерной загруженности, вызванной действовавшим тогда вилочным движением, был преобразован в отдельную, ныне упразднённую, Каховскую линию.
По Генеральному плану 1971 года было предусмотрено строительство второй кольцевой линии Московского метрополитена, которая должна была включить Каховскую линию и участок Кировско-Фрунзенской линии «Черкизовская» — «Улица Подбельского» (введён в эксплуатацию 1 августа 1990 года). Задел под этот проект хорошо виден на перегоне «Черкизовская» — «Бульвар Рокоссовского». Пара тоннелей с проложенными в них рельсами, не доходящими до основной ветки, видна в тоннеле к центру. Это задел под станцию «Черкизовская-2». Существующая «Черкизовская» должна была отойти к новой кольцевой линии. Также были созданы заделы под пересадку на будущую станцию большого кольца на станциях «Проспект Вернадского», «Октябрьское Поле» и «Кузьминки».
В итоге проект был отложен на неопределённый срок, так как после включения в 1960 году в состав Москвы новых территорий в пределах МКАД, где началось строительство новых микрорайонов, возникла первостепенная необходимость обеспечить транспортные связи новостроек с центром города, в связи с чем основной задачей метростроевцев стало возведение радиальных линий.
Во второй половине 1980-х годов возник проект создания четырёх хордовых линий, однако перевес получила идея «кольца».
Во второй половине 2000-х годов было предложено вернуться к проекту хордовых линий, расположенных в центральной части на расстоянии 1—3 станций от существующей Кольцевой линии и связанных между собой пересадками. Ходынская линия задумывалась как первый участок, проходящий от станции «Деловой центр» через станции «Полежаевская» и «Динамо» к «Савёловской». В 2006 году начальник московского метрополитена Дмитрий Гаев ввёл в употребление название «Третий пересадочный контур». Под первым пересадочным контуром подразумевались станции пересадок внутри Кольцевой линии, вторым контуром считалась Кольцевая линия.
12 февраля 2011 года было предложено построить станции «Пресня», «Шелепиха» и «Мнёвники» только в конструкциях в связи с их расположением в промзоне, а 21 февраля было подтверждено, что Некрасовская линия станет составной частью новой линии и будет состыкована с ней на станции «Нижегородская».
Летом 2011 года были разработаны проекты станций первой очереди — планировалось, что все они будут иметь типовую конструкцию, но различаться цветовой гаммой и деталями оформления.
В октябре 2011 года «Метрогипротранс» представил план по объединению проектов Третьего пересадочного контура и Большого кольца метрополитена, по которому северная часть Третьего пересадочного контура будет объединена с южной частью Большого кольца (в этот участок, в частности, входит Каховская линия). По планам 2014 года Большая кольцевая линия планировалась в виде кольца с ответвлениями в сторону «Делового центра» и «Некрасовки».
В сентябре 2014 года решение было окончательно принято в пользу кольцевого движения, «поскольку организация хордового слишком затратна как с финансовой, так и с организационной точки зрения».
Разработка вариантов трассировки линий метро, отбор локаций для размещения станций и обустройства пересадочных узлов соответствует развитию особенностей городской среды Москвы. Маршрут БКЛ был проложен с учётом планировочных, градостроительных и инженерных ограничений.
Первый участок заново спроектированного кольца «Петровский парк» — «Деловой центр» протяжённостью 10,5 километра с пятью станциями был открыт 26 февраля 2018 года. Проектированием занимались российские компании «Метрогипротранс», «Мосинжпроект» и испанская «Brusten».
После открытия северного участка линии рассматривалась организация временного маршрутного движения от «Некрасовки» до «Рассказовки». В этом случае Некрасовская линия, верхний полукруг Большой кольцевой и Солнцевская линия вместе образовывали бы самый длинный маршрут метро в Европе, длиной около 70 км.
Полностью Большая кольцевая линия была открыта 1 марта 2023 года, запущено движение на 9 станциях: «Марьина Роща», «Рижская», «Сокольники», «Текстильщики», «Печатники», «Нагатинский Затон», «Кленовый бульвар», «Каширская», «Варшавская».

### Сложности со сроками строительства
Сроки сдачи как первой очереди Большой кольцевой линии, так и всей линии в целом неоднократно переносились. Во многом это связано с техническими сложностями при прокладке линии. По словам генерального дирекатора АО «Мосинжпроект» Марса Газизуллина: «С технической точки зрения каждая строительная площадка БКЛ является неповторимой. Строить новую кольцевую линию из-за достаточно мелкого заложения станций зачастую приходится в условиях непростой гидрогеологии, в водонасыщенных грунтах. Кроме того, при прохождении тоннелей приходится учитывать уже существующие подземные сооружения и коммуникации. Для этого действует специальная система подземного мониторинга, с помощью которой разрабатываются комплексные предупреждающие мероприятия, чтобы при строительстве новых тоннелей метро существующие остались в целости и сохранности».
В конце 2009 года было заявлено, что строительство первой очереди Большой кольцевой линии (Ходынской линии) предполагалось провести в трёхлетний срок, со сдачей проекта к 2015 году.
Летом 2011 года были опубликованы новые планы, согласно которым первую очередь линии планировалось построить к 2014 году.
ГАУ «Институт Генплана Москвы» в период 2012—2017 годы разработал проекты планировки на все участки линии ТПК общей протяжённостью около 63 км с размещением 31 станции, в том числе и на первоочередной участок линии от станции «Деловой Центр» до проектируемой станции «Нижняя Масловка», утверждённый постановлением Правительства Москвы в 2012 г. За время работы над проектом специалисты Института разработали 23 проекта планировки территорий, связанных с БКЛ.
Согласно планам 2012 года, первый участок Большой кольцевой линии планировалось открыть в декабре 2015 года, а построить линию полностью предполагалось к 2019 году. В мае 2012 года были планы построить к 2015 году участок «Хорошёвская» — «Кунцевская».
По состоянию на 2015 год, в 2017—2018 годах планировалось построить 15 станций, в том числе запустить движение на участке от станции «Деловой центр» до станции «Савёловская» (протяжённость участка 12,4 км). В августе 2015 года новым сроком открытия был назван 2017 год.
В марте 2017 года открытие первого участка Большой кольцевой линии планировалось на лето того же года, в апреле — на осень, осенью — на конец года, в декабре его перенесли на начало 2018 года.
В январе 2018 года пуск первого участка был назначен на конец февраля (и 26 февраля 2018 года пуск этого участка был совершён), а срок завершения строительства всей линии сместился на 2021—2022 годы.
В июне 2018 года пуск всего северо-восточного участка от «Нижегородской» до «Савёловской» был перенесён на 2021 год, причём промежуточные станции «Рижская» и «Марьина Роща», по состоянию на 2019 год, планировалось открыть ещё позже, в 2022 году. В ноябре 2020 года пуск северо-восточного участка от «Электрозаводской» до «Савёловской» был назначен уже на 2022 год (без открытия промежуточных станций на действующем участке).
7 декабря 2021 года было открыто движение от станции «Мнёвники» до станции «Каховская».
Открытие оставшихся участков (от «Нижегородской» до «Каховской», и от «Савёловской» до «Электрозаводской») состоялось 1 марта 2023 года.

## Строительство
Строительством управляет инжиниринговый холдинг «Мосинжпроект» — оператор программы развития московского метро.
Подробная информация о строительстве конкретных станций доступна в статьях, посвящённых этим станциям.

### 2011—2016
- Ноябрь 2011 года — началось строительство первого участка Большой кольцевой линии[67].
- Апрель 2013 года — на 24 площадках первоочередного участка линии протяжённостью 13,7 км работали 1400 человек и 3 тоннелепроходческих комплекса[68].
- 26 января 2016 года — началось строительство второго участка Большой кольцевой линии от «Электрозаводской» до «Авиамоторной»[69].

### 2017
- в мае — строительство станции «Рижская»[70], в июле — станции «Сокольники»[71].
- 23 июня — начались строительные работы на участке, включающем станции «Аминьевская», «Мичуринский проспект» и «Проспект Вернадского»[72].
- 28 июня — началось строительство южного участка, включающего станции «Новаторская», «Воронцовская» и «Зюзино»[73].
- 16 ноября — началось строительство юго-восточного участка, включающего станции «Текстильщики», «Печатники», «Нагатинский Затон» и «Кленовый бульвар»[74].

### 2018

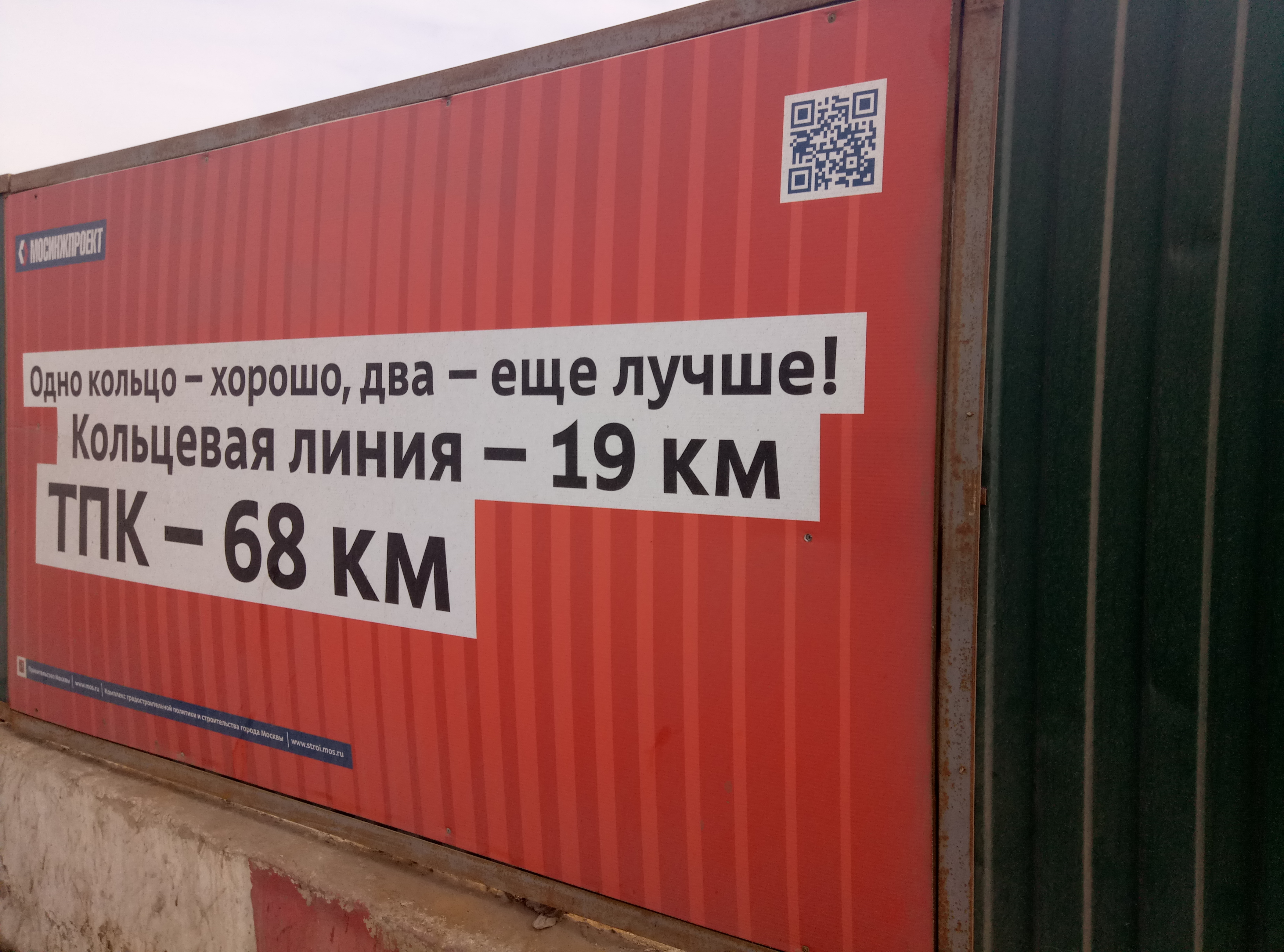
Строительство станции Текстильщики БКЛ (ТПК), информационный щит 2018

- 31 июля — завершено сооружение правого перегонного тоннеля на участке «Лефортово» — «Авиамоторная»[75].

### 2019
- 25 января — при проходке тоннеля между «Текстильщиками» и «Нижегородской» произошёл прорыв несвязного грунта, что вызвало появление крупных трещин в здании автобазы на 2-м Грайвороновском проезде[76].
- С 16 по 22 февраля был закрыт участок Сокольнической линии от станции «Бульвар Рокоссовского» до станции «Комсомольская» для проходки левого перегонного тоннеля БКЛ под станцией «Сокольники»[77].
- 2 марта — завершено строительство тоннелей под рекой Москвой на перегоне от станции «Мнёвники» до станции «Улица Народного Ополчения» (позже переименована в «Народное ополчение»)[78].
- 30 марта — закрытие на реконструкцию станции «Каховская» для последующего включения её в состав Большой кольцевой линии[79].
- С 30 марта по 5 апреля был вновь закрыт участок Сокольнической линии от станции «Бульвар Рокоссовского» до станции «Комсомольская» для проходки правого перегонного тоннеля БКЛ под станцией «Сокольники»[77].
- 24 июня — проходка правого тоннеля между станциями «Воронцовская» и «Новаторская» завершена[80].
- 26 октября — закрытие на реконструкцию станций «Варшавская» и частично «Каширская» для последующего включения их в состав Большой кольцевой линии[81].
- 16 декабря — завершено строительство тоннеля между станциями «Проспект Вернадского» и «Новаторская»[82].

### 2020
- 2 января — начата проходка левого тоннеля на южном участке от «Зюзино» до «Воронцовской», также в этот день состоялся технический пуск участка «Нижегородская» — «Лефортово», который временно будет работать в составе Некрасовской линии[83].
- 27 января — строители приступили к проходке двухпутного перегонного тоннеля от станции «Текстильщики» до «Печатников» Большой кольцевой линии метрополитена[84]. Длина перегона — 1308 метров[85].
- 25 февраля — начата проходка двухпутного перегонного тоннеля от станции «Мнёвники» до станции «Кунцевская»[86].
- 27 марта — открытие участка «Нижегородская» — «Лефортово» временно в составе Некрасовской линии[87].
- 22 августа — закрытие на реконструкцию станции «Рижская» Калужско-Рижской линии для замены эскалаторов[88] и подготовки создания крупного транспортно-пересадочного узла, в частности — пересадки на одноимённую станцию Большой кольцевой линии.

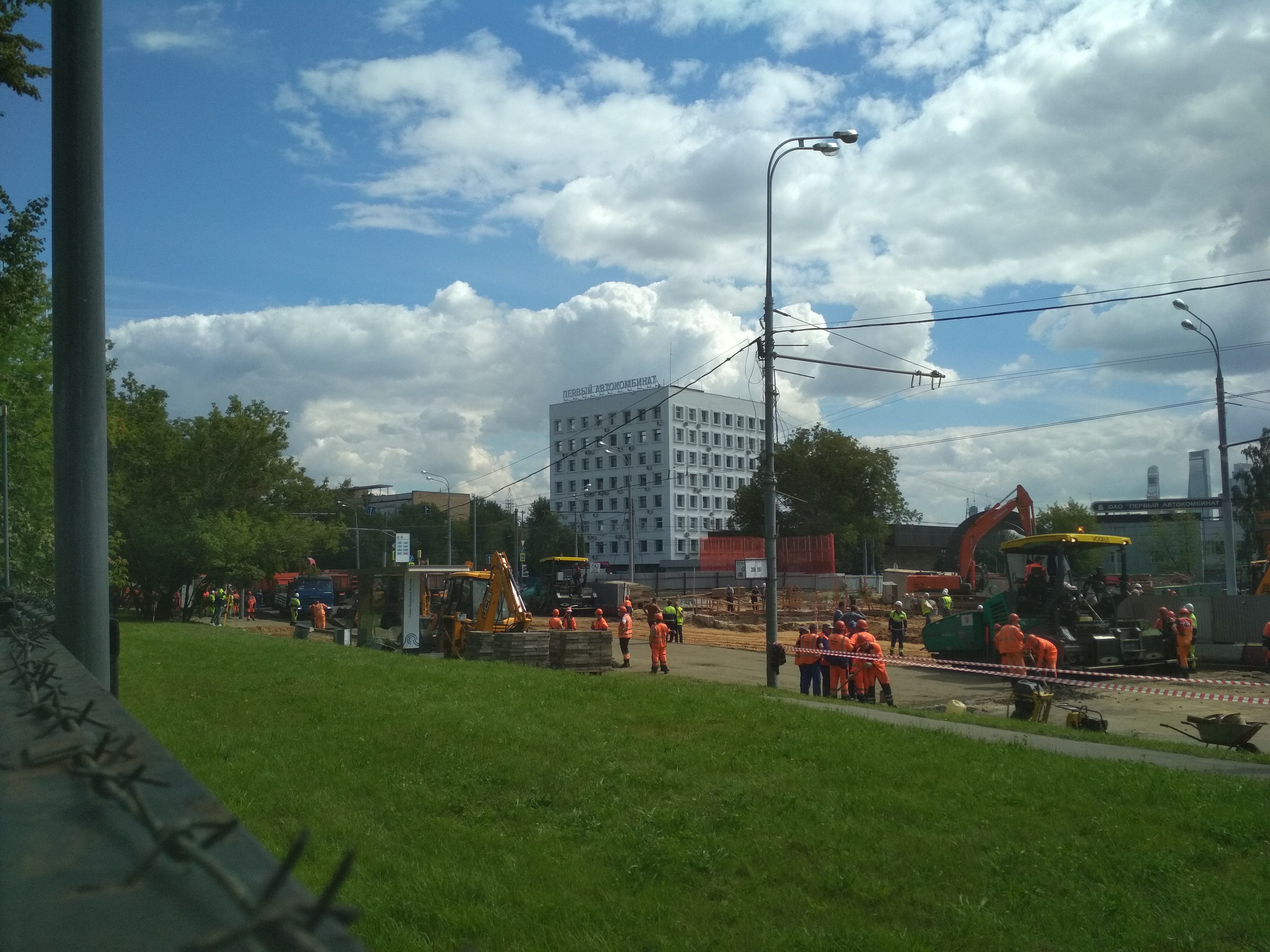
Работы на месте провала грунта при строительстве перегона Большой кольцевой линии «Хорошёвская» — «Улица Народного Ополчения» 2—3 августа 2020 года

- С 12 сентября 2020 по 8 февраля 2021 года на станции «Каширская» Замоскворецкой линии не останавливались поезда при движении «из центра» для реконструкции западного зала станции и последующего включения её в состав Большой кольцевой линии[92][93].
- C 26 сентября по 5 октября был закрыт участок Арбатско-Покровской линии от станции «Парк Победы» до станции «Молодёжная» для строительства западного участка Большой кольцевой линии[94].
- 30 сентября — завершение прокладки последнего глубокого тоннеля на северо-восточном участке БКЛ: левого перегонного тоннеля от станции «Лефортово» до станции «Рижская»[95].
- 28 октября — ТПМК «Виктория» завершил проходку перегонного тоннеля между станциями «Текстильщики» и «Печатники»[85][96].
- С 12 по 14 декабря участок «Нижегородская» — «Лефортово» и с 12 по 21 декабря участок «Шелепиха» — «Хорошёвская» были закрыты для подготовки к открытию станций «Электрозаводская», «Народное Ополчение» и «Мнёвники»[97]. На время перекрытий были организованы компенсационные автобусы, а участок «ЦСКА» — «Савёловская» обслуживался двумя челноками. С 12 декабря прекращено совместное функционирование БКЛ и Солнцевской линии. С 22 декабря поезда вновь ходят между «Савёловской» и «Деловым центром» БКЛ[98].
- 24 декабря — завершена проходка правого тоннеля соединительной ветви от электродепо «Замоскворецкое» до демонтажно-щитовой камеры на реконструируемом перегоне между станциями «Каховская» и «Варшавская»[99].

### 2021
- С 23 января по 3 февраля был закрыт участок Калужско-Рижской линии от станции «Беляево» до станции «Новые Черёмушки» для прокладки тоннеля Большой кольцевой линии[100][101].
- 28 января — завершилась проходка правого перегонного тоннеля между станциями «Зюзино» и «Воронцовская»[102].
- 30 января — оба тоннеля между станциями «Текстильщики» и «Нижегородская» готовы[103].
- 8 февраля — открытие после реконструкции западной платформы станции «Каширская» при движении «из центра»[104].
- С 9 февраля по 31 августа на станции «Каширская» поезда не останавливались по направлению «в центр» для реконструкции восточного зала станции[105][106].
- 10 марта — началась проходка двухпутного тоннеля между станциями «Нагатинский Затон» и «Кленовый бульвар»[107].
- 12 марта — начато строительство левого тоннеля соединительной ветви от электродепо «Замоскворецкое» до демонтажно-щитовой камеры на перегоне между станциями «Каховская» и «Варшавская»[108].
- С 20 по 30 марта был закрыт участок Калужско-Рижской линии от станции «Беляево» до станции «Новые Черёмушки» для продолжения прокладки тоннеля Большой кольцевой линии и строительства станции «Воронцовская»[109][110]. В этот промежуток была завершена проходка левого перегонного тоннеля между станциями «Зюзино» и «Воронцовская», завершающего на южном участке БКЛ[111].
- 23 апреля — началось строительство последнего двухпутного тоннеля на БКЛ между станциями «Печатники» и «Нагатинский Затон»[112].
- С 1 по 13 мая был закрыт участок Люблинско-Дмитровской линии от станции «Дубровка» до станции «Волжская» для прокладки тоннеля БКЛ между станциями «Печатники» и «Нагатинский Затон»[113][114].
- 21 мая — завершена проходка двухпутного перегона между станцией «Давыдково» и переходной камерой у станции «Аминьевская»[115].
- 18 июня — начата облицовка пассажирских зон на станциях южного участка БКЛ[116].
- 7 июля — начато строительство соединительной ветви между БКЛ (переходной камерой у станции «Аминьевская») и электродепо «Аминьевское»[117].
- 14 июля — завершена проходка двухпутного тоннеля от станции «Кленовый бульвар» до демонтажной камеры около станции «Каширская»[118].
- С 17 по 26 июля был закрыт участок Сокольнической линии от станции «Спортивная» до станции «Тропарёво» для строительства пересадки между станциями «Проспект Вернадского» Сокольнической и Большой кольцевой линий[119][120]. С 26 июля по 8 августа был закрыт участок от станции «Университет» до станции «Юго-Западная». С 9 по 22 августа движение на Сокольнической линии восстановлено, но станцию «Проспект Вернадского» поезда проезжали без остановки.
- 29 июля — проходка второго тоннеля между депо «Замоскворецкое» и БКЛ завершена[121].
- 22 августа — между станциями «Каширская» и «Кленовый бульвар» стартовала проходка последнего, 70-го тоннеля БКЛ[122].
- С 11 по 18 сентября — мэр Москвы Сергей Собянин провёл технические пуски участков БКЛ от станции «Мнёвники» до станции «Каховская»[123][124][125].
- 9 октября — завершена проходка правого перегонного тоннеля между станцией «Каширская» и переходной камерой у станции «Кленовый бульвар»[126].
- С 29 по 31 октября — закрыты станции «Мнёвники» и «Народное Ополчение» для подключения нового участка до «Каховской»[127][128].
- 29 ноября — завершилась проходка 68 тоннеля (1692 м) на перегоне «Печатники» — «Нагатинский затон»[129].
- 13 декабря — готов 69 тоннель (954 м)[129] от камеры при станции «Кленовый бульвар» к «Каширская»[130].
- 16 декабря — в связи с провалом грунта возле котлована станции «Кленовый бульвар» произведена аварийная сбойка последнего перегонного 70 тоннеля, 1225 м,[129] щитом произведшего проходку со стороны «Нагатинского затона».[источник не указан 1308 дней]Видео[131].
- 29 декабря — полностью закончены проходческие работы на всём 143-километровом участке пути[132][133].

### 2022
- 5 января — началось строительство пересадки со станции «Текстильщики» Большой кольцевой линии на одноимённую станцию Таганско-Краснопресненской линии[134].
- 17 марта — на станции «Печатники» началось строительство пересадки на Люблинско-Дмитровскую линию[135].
- 25 марта — закончены монолитные работы на станции «Кленовый бульвар»[136].
- 28 июня — на все станции восточного участка БКЛ подана электроэнергия[137][138].
- 30 ноября — технический пуск участка линии от станции «Электрозаводская» до станции «Савёловская»[139][140].
- 14 декабря — технический пуск участка линии от станции «Каховская» до станции «Каширская»[141].
- 30 декабря — технический пуск участка линии от станции «Каширская» до станции «Нижегородская»[142].

### 2023
- 1 марта — открытие оставшихся участков линии и запуск полноценного кольцевого движения с пассажирами[143].

## Ввод в действие
- 8 сентября 2017 — мэр Москвы Сергей Собянин провёл технический пуск участка линии от станции «Деловой центр» до станции «Петровский парк»[144].
- 26 февраля 2018 — открыт первый участок Большой кольцевой линии от станции «Деловой центр» до станции «Петровский парк»[145].
- 30 декабря 2018 — открыт участок от станции «Петровский парк» до станции «Савёловская» с переходом на одноимённую станцию Серпуховско-Тимирязевской линии[146].
- 27 марта 2020 — открытие участка «Нижегородская» — «Лефортово» временно в составе Некрасовской линии[87].
- 31 декабря 2020 — открытие участка «Лефортово» — «Электрозаводская» временно в составе Некрасовской линии[147].
- 1 апреля 2021 — открытие участка «Хорошёвская» — «Мнёвники» с организацией вилочного движения от «Хорошёвской» в сторону «Мнёвников» и «Делового центра»[148].
- 7 декабря 2021 — открытие участка «Мнёвники» — «Каховская» с 10 станциями, 5 из которых — пересадочные[64].
- 20 февраля 2023 — участок «Нижегородская» — «Электрозаводская» стал частью БКЛ, с изъятием 17—19 февраля из Некрасовской линии[149][150].
- 1 марта 2023 — пуск всех оставшихся станций: «Кленовый бульвар», «Нагатинский Затон», «Печатники», «Текстильщики», «Сокольники», «Рижская» и «Марьина Роща»[65].

## Станции
|        | Название станции Прежние названия | Дата открытия   | Пере- садки | Глубина, м | Тип конструкции                                                   | Координаты                      | Вид станции |
| ------ | --------------------------------- | --------------- | ----------- | ---------- | ----------------------------------------------------------------- | ------------------------------- | ----------- |
| @11 01 | «Савёловская»                     | 30 декабря 2018 | 09 D1 D4    | −65        | пилонная глубокого заложения трёхсводчатая                        | 55°47′36″ с. ш. 37°35′13″ в. д. |             |
| @11 02 | «Петровский парк»                 | 26 февраля 2018 | 02          | −25        | колонная мелкого заложения трёхпролётная                          | 55°47′31″ с. ш. 37°33′26″ в. д. |             |
| @11 03 | «ЦСКА»                            | 26 февраля 2018 |             | −28        | колонная мелкого заложения трёхпролётная                          | 55°47′12″ с. ш. 37°32′00″ в. д. |             |
| @11 04 | «Хорошёвская»                     | 26 февраля 2018 | 07 14       | −21        | колонная мелкого заложения трёхпролётная                          | 55°46′36″ с. ш. 37°31′09″ в. д. |             |
| @11 05 | «Народное Ополчение»              | 1 апреля 2021   |             | −28        | колонная мелкого заложения трёхпролётная                          | 55°46′33″ с. ш. 37°29′06″ в. д. |             |
| @11 06 | «Мнёвники»                        | 1 апреля 2021   |             | −27        | колонная мелкого заложения трёхпролётная                          | 55°45′40″ с. ш. 37°28′17″ в. д. |             |
| @11 07 | «Терехово»                        | 7 декабря 2021  |             | −22        | колонная мелкого заложения трёхпролётная с береговыми платформами | 55°44′53″ с. ш. 37°27′35″ в. д. |             |
| @11 08 | «Кунцевская»                      | 7 декабря 2021  | 03 04 D1    | −31,2      | колонная мелкого заложения трёхпролётная с береговыми платформами | 55°43′44″ с. ш. 37°26′46″ в. д. |             |
| @11 09 | «Давыдково»                       | 7 декабря 2021  |             | −33        | колонная мелкого заложения двухпролётная с береговыми платформами | 55°42′55″ с. ш. 37°27′06″ в. д. |             |
| @11 10 | «Аминьевская»                     | 7 декабря 2021  | D4          | −14        | колонная мелкого заложения трёхпролётная                          | 55°41′50″ с. ш. 37°27′54″ в. д. |             |
| @11 11 | «Мичуринский проспект»            | 7 декабря 2021  | 8А          | −19        | колонная мелкого заложения трёхпролётная                          | 55°41′18″ с. ш. 37°29′07″ в. д. |             |
| @11 12 | «Проспект Вернадского»            | 7 декабря 2021  | 01          | −16        | колонная мелкого заложения трёхпролётная                          | 55°40′42″ с. ш. 37°30′14″ в. д. |             |
| @11 13 | «Новаторская»                     | 7 декабря 2021  | 16          | −11        | колонная мелкого заложения двухпролётная                          | 55°40′12″ с. ш. 37°31′20″ в. д. |             |
| @11 14 | «Воронцовская»                    | 7 декабря 2021  | 06          | −21        | колонная мелкого заложения трёхпролётная                          | 55°39′32″ с. ш. 37°32′21″ в. д. |             |
| @11 15 | «Зюзино»                          | 7 декабря 2021  |             | −17,5      | колонная мелкого заложения двухпролётная                          | 55°39′21″ с. ш. 37°34′25″ в. д. |             |
| @11 16 | «Каховская»                       | 11 августа 1969 | 09          | −8         | колонная мелкого заложения трёхпролётная                          | 55°39′11″ с. ш. 37°35′54″ в. д. |             |
| @11 17 | «Варшавская»                      | 11 августа 1969 |             | −9         | колонная мелкого заложения трёхпролётная                          | 55°39′12″ с. ш. 37°37′10″ в. д. |             |
| @11 18 | «Каширская»                       | 11 августа 1969 | 02          | −7         | колонная мелкого заложения трёхпролётная                          | 55°39′18″ с. ш. 37°38′55″ в. д. |             |
| @11 19 | «Кленовый бульвар»                | 1 марта 2023    |             | −24,3      | колонная мелкого заложения с береговыми платформами               | 55°40′29″ с. ш. 37°40′56″ в. д. |             |
| @11 20 | «Нагатинский Затон»               | 1 марта 2023    |             | −27        | колонная мелкого заложения с береговыми платформами               | 55°41′03″ с. ш. 37°42′12″ в. д. |             |
| @11 21 | «Печатники»                       | 1 марта 2023    | 10 D2 D2    | −30        | колонная двухпролётная мелкого заложения с береговыми платформами | 55°41′40″ с. ш. 37°43′38″ в. д. |             |
| @11 22 | «Текстильщики»                    | 1 марта 2023    | 07 D2       | −22        | колонная мелкого заложения с береговыми платформами               | 55°42′30″ с. ш. 37°43′42″ в. д. |             |
| @11 23 | «Нижегородская»                   | 27 марта 2020   | 14 15 D4    | −21,8      | колонная мелкого заложения пятипролётная                          | 55°43′57″ с. ш. 37°43′42″ в. д. |             |
| @11 24 | «Авиамоторная»                    | 27 марта 2020   | 08 D3       | −19,4      | колонная мелкого заложения трёхпролётная                          | 55°45′05″ с. ш. 37°43′00″ в. д. |             |
| @11 25 | «Лефортово»                       | 27 марта 2020   |             | −26        | колонная мелкого заложения двухпролётная                          | 55°45′53″ с. ш. 37°42′24″ в. д. |             |
| @11 26 | «Электрозаводская»                | 31 декабря 2020 | 03 D3       | −20        | колонная мелкого заложения трёхпролётная                          | 55°46′49″ с. ш. 37°42′11″ в. д. |             |
| @11 27 | «Сокольники»                      | 1 марта 2023    | 01 D3       | −34        | колонная мелкого заложения трёхпролётная                          | 55°47′28″ с. ш. 37°40′44″ в. д. |             |
| @11 28 | «Рижская»                         | 1 марта 2023    | 06 D2       | −63,5      | пилонная глубокого заложения трёхсводчатая                        | 55°47′37″ с. ш. 37°38′09″ в. д. |             |
| @11 29 | «Марьина Роща»                    | 1 марта 2023    | 10 D2 D4    | −74        | пилонная глубокого заложения трёхсводчатая                        | 55°47′54″ с. ш. 37°37′02″ в. д. |             |

## Пассажиропоток
За первую неделю работы введённым в 2018 году участком линии воспользовались 280 тысяч человек, за две недели участком БКЛ воспользовались 850 тысяч человек.
С момента открытия по 27 июля 2018 года суммарный пассажиропоток составил более 7,5 миллионов человек, по 28 сентября — более 11 миллионов человек.
Суточный пассажиропоток по будням в первые дни работы стартового участка составлял 46 тысяч человек в день, к концу сентября 2018 года он превысил 73,4 тысячи человек в день.
За первый год перевезено более 22 миллионов пассажиров.
За два года с момента открытия перевезено 58 миллионов пассажиров, суточный поток достиг 110—130 тысяч человек.
По имеющимся расчётам, после окончания строительства линии и её полного замыкания на других линиях метро станет свободнее на 10—30 % от общего числа пассажиров, 3,3 млн жителей города получат станции метро в пешей доступности и смогут экономить до 30 минут в дороге.
С момента открытия в апреле 2021 года станции «Народное Ополчение» и «Мнёвники» приняли почти 2,4 миллиона пассажиров.
В первые дни после открытия западного участка БКЛ, 7—9 декабря 2021 года, на новом участке БКЛ побывало около 320 тысяч человек.
1 марта 2023 года, в первые часы после открытия последнего участка БКЛ, пассажиропоток на линии составил около 190 тыс. человек. Больше всего пассажиров приняли станции «Марьина Роща», «Сокольники» и «Текстильщики». По информации Департамента транспорта Москвы, вечером 1 марта наблюдались заторы на пересадках, особенно с «Воронцовской» на «Калужскую».
За первый месяц, март 2023 года, совершено более 26,5 миллионов поездок.
За два месяца по линии совершено 53,4 миллиона поездок.
За полгода по линии совершено 156 миллионов поездок.
С момента открытия по состоянию на 15 августа 2024 года перевезено более 500 миллионов пассажиров.

## Электродепо
| Электродепо           | Период                            |
| --------------------- | --------------------------------- |
| ТЧ-3 «Измайлово»      | 26 февраля 2018 — 30 августа 2018 |
| ТЧ-18 «Солнцево»      | 30 августа 2018 — 7 декабря 2021  |
| ТЧ-7 «Замоскворецкое» | с 7 декабря 2021 года             |
| ТЧ-21 «Нижегородское» | с 20 февраля 2023 года            |
| ТЧ-22 «Аминьевское»   | с 9 января 2024 года              |

Изначально планировалось, что обслуживать Большую кольцевую линию будет электродепо «Хорошёво», которое хотели построить вблизи Хорошёвского шоссе. Но власти не смогли договориться с собственником площадки под это депо, и в официальных планах 2012 года депо «Хорошёво» уже не значилось. С ноября 2012 года рассматривалась возможность использовать для обслуживания Большой кольцевой линии электродепо «Фили», для этого были запроектированы две однопутные служебные соединительные ветви, однако спустя 2 года от этого варианта решено было отказаться. В 2015 году в проект первой очереди Большой кольцевой линии была добавлена вторая соединительная ветвь на Солнцевскую линию для совместной эксплуатации двух линий. В 2018 году выдача составов на объединённую линию производилась из электродепо «Измайлово» по съездам к западу от станции «Парк Победы». После открытия электродепо «Солнцево» депо «Измайлово» прекратило обслуживать Большую кольцевую линию; его функции взяло на себя нововведённое депо. С 7 декабря 2021 года БКЛ обслуживает электродепо «Замоскворецкое», для этого была завершена реконструкция 2 пути перегона Варшавская — Каховская и на самой станции «Варшавская» с отделкой путевой стены. К концу ноября 2021 года достроены пути к депо «Нижегородское», запущенному 20 февраля 2023 года. 9 января 2024 года заработало электродепо «Аминьевское».

## Подвижной состав

### Количество вагонов в поезде
| Количество | Период |
| ---------- | --- |
| 7          | 26 февраля 2018 — 14 октября 2018 12 апреля 2022 — 8 января 2023 (временно переданные составы с Кольцевой линии, в связи с ремонтом в депо «Красная Пресня») |
| 8          | с 30 августа 2018 |

### Тип подвижного состава
| Тип                                | Период                                                                             |
| Е, Еж, Еж1, Ем-508, Ем-509         | 1969 — 1989 (на участке «Каширская» — «Каховская») в составе Замоскворецкой линии) |
| Еж3(парадный поезд)                | 2023 — 2024                                                                        |
| 81-717/714                         | 1979 — 2019 в составе Замоскворецкой и позже самостоятельной Каховской линии       |
| ---------------------------------- | ---------------------------------------------------------------------------------- |
| 81-760/761 «Ока»                   | февраль 2018 — ноябрь 2021                                                         |
| 81-760А/761А/763А «Ока»            | ноябрь 2018 — ноябрь 2021                                                          |
| 81-765.4/766.4/767.4 «Москва 2019» | ноябрь 2019 — октябрь 2021, март 2023 — май 2023                                   |
| 81-765/766/767 «Москва»            | декабрь 2020 — ноябрь 2021, март 2023 — май 2023                                   |
| 81-765.3/766.3/767.3 «Москва»      | декабрь 2018 — ноябрь 2021, март 2023 — май 2023                                   |
| 81-775/776/777 «Москва 2020»       | с октября 2021                                                                     |
| 81-775.2/776.2/777.2 «Москва 2024» | с 2024                                                                             |

## Перспективы развития
22 июня 2024 года состоялась ликвидация вилочного движения в виде станций «Шелепиха» и «Деловой центр» в связи со строительством Рублёво-Архангельской линии и затем интеграцией ответвления в неё в 2026 году, что призвано упростить организацию движения поездов и позволит повысить их парность на Большой кольцевой линии и, как следствие, сократит интервалы и позволит соблюдать их на ней, поскольку присутствие ответвления доставляло большие неудобства машинистам, сбивая и график, и интервал, однако среди пассажиров мнения о плюсах и минусах закрытия ответвления разделились.

## Парад поездов

### 2023
13—14 мая 2023 года, в рамках празднования 88-летия со дня открытия Московского метрополитена, на линии впервые организовали парад поездов, который ранее, в 2015—2022 гг., ежегодно (кроме 2020 года) проходил на Кольцевой линии. Во втором параде на Большой кольцевой линии 8—9 июля в честь Дня Московского транспорта «участником» впервые стал состав из вагонов 81-717.6/714.6.
Участниками парада стали составы из вагонов следующих моделей:
| №  | Тип                                        | Кол-во вагонов | Годы   |
| -- | ------------------------------------------ | -------------- | ------ |
| 1  | 81-717.5А/714.5А (ретропоезд «Сокольники») | 7              | с 2023 |
| 2  | Еж3/Ем-508Т                                | 7              | с 2023 |
| 3  | 81-717.5М/714.5М                           | 8              | с 2023 |
| 4  | 81-717.6/714.6                             | 8              | с 2023 |
| 5  | 81-740.4/741.4 «Русич»                     | 5×2            | с 2023 |
| 6  | 81-760/761 «Ока»                           | 8              | в 2023 |
| 7  | 81-760А/761А/763А «Ока»                    | 8              | с 2024 |
| 8  | 81-765/766/767 «Москва»                    | 8              | в 2023 |
| 9  | 81-765.4/766.4/767.4 «Москва-2019»         | 8              | с 2024 |
| 10 | 81-775/776/777 «Москва-2020»               | 8              | с 2023 |
| 11 | 81-775.2/776.2/777.2 «Москва-2024»         | 8              | с 2024 |

Парад также впервые проводился 9—10 сентября 2023 года в честь Дня города, однако вагоны 81-717.6/714.6 «участия» в нём, в отличие от одного из предыдущих парадов 8—9 июля, уже не принимали, но вновь вышли на него в 2024 году.

### 2024
На параде поездов, прошедшем 18—19 мая 2024 года в честь 89-летия Московского метрополитена, впервые приняли «участие» первый в России поезд со сквозным (свободным, межвагонным) проходом 81-760А/761А/763А «Ока», получивший за нестандартную для московского метро окраску неофициальное название «Баклажан» в связи с изначальными планами по поставкам в Баку и 81-775.2/776.2/777.2 «Москва-2024». Также парад состоялся 7 и 8 сентября.

## Средства сигнализации и связи
В качестве основного средства сигнализации на линии используется система АЛС-АРС без автостопов и защитных участков с нормально погашенными светофорами автоматического действия. Резервное (дополнительное) средство сигнализации — автоблокировка без автостопов и защитных участков. Используется для осуществления проезда подвижного состава с необорудованными/неисправными/отключёнными устройствами АЛС-АРС, поскольку сигнал «один синий огонь», включённый на светофорах полуавтоматического действия, согласно Инструкции по сигнализации (ИСИ), является для них запрещающим показанием.
На линии планируется использование системы автоведения.
На пяти станциях линии весной 2023 года после тестирования была внедрена технология 5G.

## Уличные пересадки
Во время строительства и эксплуатации линии на различных пересадочных станциях отсутствовали или плохо функционировали стандартные крытые переходы, и поэтому там были временно разрешены уличные пересадки.
- Петровский парк ↔  Динамо. Открытие подземного перехода между станциями «Динамо» и «Петровский парк» первоначально было намечено на сентябрь 2018 года. Но, несмотря на объявленную дату, открытие в сентябре не состоялось и было перенесено на конец 2019 — начало 2020 года, по той же причине, по которой переход не был введён в эксплуатацию сразу, в день открытия станции: в связи со сложной гидрогеологической обстановкой[199][200] до его открытия использовалась наземная пересадка[201][202]. В сентябре 2019 года открытие пересадки перенесли на конец 2020 года[203][204]. Полноценный подземный переход между станциями «Динамо» и «Петровский парк» открыт 29 декабря 2020 года[205].
- Каховская ↔  Севастопольская. Этот переход был крытым с момента начала эксплуатации, но не справлялся с пассажиропотоком, поэтому временно дополнительно разрешался бесплатный наземный переход. 30 декабря 2023 года был открыт дополнительный подземный переход, что устранило проблему[206][207].
- Электрозаводская ↔  Электрозаводская. Подземный переход был открыт 30 декабря 2024 года[208][209]. В период его строительства[5][210] пассажиры осуществляли пересадку через наземный пешеходный переход с одним светофором.
- Авиамоторная ↔  Авиамоторная. После открытия станции несколько лет пересадка осуществлялась через наземный пешеходный переход по Дангауэровскому путепроводу. Открытие подземного перехода состоялось 30 декабря 2024 года[208][209].
- Текстильщики ↔  Текстильщики. После открытия станции несколько лет пересадка осуществлялась наземным путём. Крытый навесной мост открылся 2 мая 2025 года[211][212].
- Проспект Вернадского ↔  Проспект Вернадского. Этот переход был крытым с момента начала эксплуатации, но не справлялся с пассажиропотоком, поэтому был временно разрешён дополнительный бесплатный наземный переход[213].
- Воронцовская ↔  Калужская. Этот переход был крытым с момента начала эксплуатации, но не справлялся с пассажиропотоком, поэтому был временно разрешён дополнительный бесплатный наземный переход[213].

## Происшествия
13 марта 2023 года в 10 часов утра на перегоне между станциями «Мичуринский проспект» и «Аминьевская» произошёл выброс плывуна из-за буровых работ, проводившихся на поверхности земли компанией «Донстрой». В результате было остановлено движение поездов между станциями «Новаторская» и «Аминьевская», движения не было около двух часов. Причиной происшествия послужило отсутствие строительного контроля и согласования работ с Московским метрополитеном. По факту аварии Следственным комитетом было возбуждено уголовное дело.

## Критика
Указанная в большинстве СМИ, а также на официальном сайте мэра Москвы длина Большой кольцевой линии от 70 до 72 км не соответствует действительности, поскольку в это число включают служебные соединительные ветви, по которым не осуществляется пассажирское движение (за исключением периода эксплуатации в совместном маршрутном движении Большой кольцевой и Солнцевской линий), парковые (подъездные к ангарам) пути в электродепо и действовавшее до 21 июня 2024 года вилочное движение от «Хорошёвской» до «Делового центра». Без них реальная длина линии составляет 57,5 км, что, тем не менее, больше длины линии № 10 Пекинского метрополитена, которая была самой длинной кольцевой линией в мире до Большой кольцевой линии, упоминающейся в пиар-кампании.

## Комментарии
1. ↑  участок «Каховская» — «Каширская» бывшей Каховской линии
2. ↑  Порядковая нумерация «сбивается» из-за отсутствия соединения между Калининской и Солнцевской линиями, в связи с чем они являются обособленными друг от друга и обозначаются одними и теми же цветом и числом
3. ↑  На параде в День Московского транспорта (2-я суббота июля).